# Kaple Neposkvrněného početí Panny Marie (Hradec Králové)
Kaple Neposkvrněného početí Panny Marie „na Rožberku“ je větší kaple, respektive římskokatolický filiální kostelík, postavený v roce 1910 v novorománském slohu. Nachází se ve Slavíčkově ulici na Slezském Předměstí Hradce Králové a je ve správě pouchovské farnosti.

## Historie

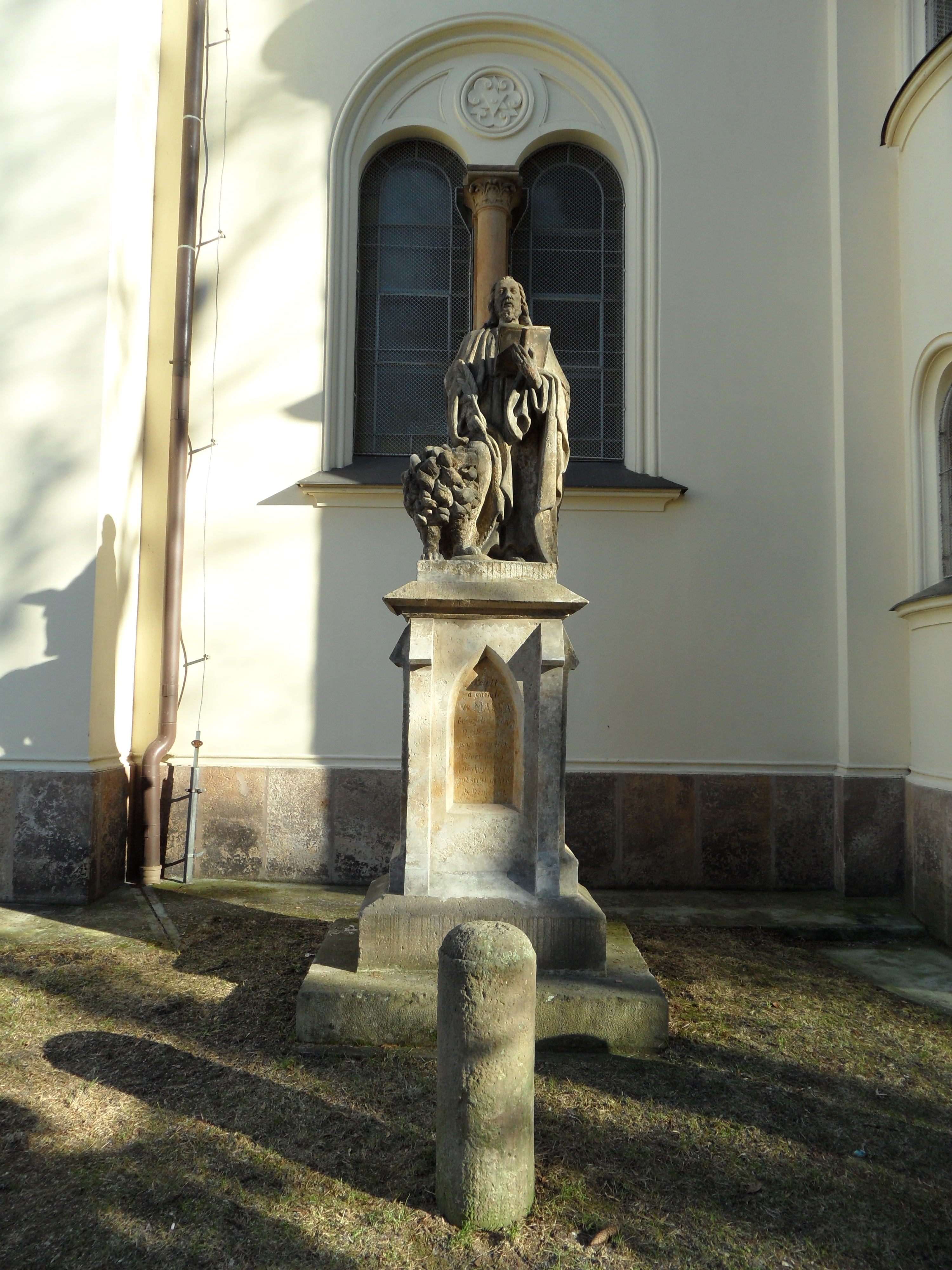
Socha před kaplí

Kaple byla vybudována na místě někdejšího vršku Rožberk. Ten však dnes již není patrný, neboť zanikl v důsledku těžby kamene na výstavbu královéhradecké pevnosti, která začala v roce 1766.
Základní kámen kapličky Panny Marie byl položen roku 1908 z iniciativy paní a dívek Mariánské družiny. Autorem návrhu byl architekt Rudolf Němec, ředitel umělecké školy v Hradci Králové a samotnou výstavbu realizoval hradecký stavitel František Plesnivý. Výstavba kaple byla dokončena v roce 1910.
Autorem oltáře s malbou Františka Urbana byl řezbář Václav Hofman. Kostelík byl zrekonstruován z prostředků farníků roce 2000.
V těsném sousedství se nachází také kaplička Panny Marie Pomocné.